# Condado de Prince George
O Condado de Prince George é um dos 95 condados do estado americano de Virgínia. A sede do condado é Prince George, e sua maior cidade é Prince George. O condado possui uma área de 730 km² (dos quais 42 km² estão cobertos por água), uma população de 33 047 habitantes, e uma densidade populacional de 48 hab/km² (segundo o censo nacional de 2000). O condado foi fundado em 1703.